# Giorgio Cantarini
Giorgio Cantarini (* 12. April 1992 in Orvieto, Italien) ist ein italienischer Filmschauspieler.
Der in Florenz aufgewachsene Giorgio Cantarini ist das Einzelkind von Rimazio und La Tina Cantarini. Nach der Scheidung seiner Eltern im Januar 1998 lebte er bei seinem Vater in Florenz, seine Mutter zog hingegen nach Los Angeles. Sein Schauspieldebüt gab er im Alter von fünf Jahren 1997 in Roberto Benignis Das Leben ist schön, und konnte drei Jahre später, 2000, in Ridley Scotts Gladiator Hollywood-Erfahrungen sammeln.

## Filmografie (Auswahl)
- 1997: Das Leben ist schön (La vita è bella)
- 2000: Gladiator
- 2007: Il giorno, la notte. Poi l'alba
- 2008: Il mattino ha l'oro in bocca
- 2022: Lamborghini: The Man Behind the Legend